# Сахро Степан Васильович
Степан Васильович Сахро (14 жовтня 1923, Рудники — 25 травня 2005) — український різьбяр і педагог.

## Біографія
Народився 14 жовтня 1923 року в селі Рудниках (нині Коломийський район Івано-Франківської області, Україна). Навчався на відділі столярства та різьби в Київській художній школі народних промислів, Косівському художньо-промисловому училищі, Львівському інституті прикладного та декоративного мистецтва.
Викладав у Косівському училищі, протягом 1960—1978 років — у Вижницькому училищі прикладного мистецтва (у 1962 році був його директором), Косівському технікумі народних художніх промислів. Серед учнів: Андріяшко Дарія Іванівна, Ворончак Володимир Іванович, Зелінський Володимир Анатолійович, Кирилов Роман Миколайович, Курик Дмитро Миколайович, Марчук Степан Петрович, Новосельський Богдан Федорович, Остафійчук Василь Дмитрович, Сивак Дмитро Іванович, Теліженко Микола Матвійович.
Помер 25 травня 2005 року.

## Творчість
Працював у галузі художньої обробки дерева. Створював вази, свічники, рамки, рахви, тарелі, шкатулки тощо, прикрашаючи вироби різьбленням та інкрустацією кольоровим деревом та бісером. Створив нові елементи у своєму ремеслі, які пізніше стали називатися «сахрівщиною». Оформляв інтер'єри, зокрема ресторану «Гуцульщина» у Яремчі, вестибюль, актовий зал інституту.
Лауреат Літературно-мистецької премії імені Марка Черемшини за 2002 рік (за відродження традицій покутського різьбярства та вагомий внесок в розвиток народного мистецтва).
У Національному музеї народного мистецтва Гуцульщини та Покуття імені Йосафата Кобринського зберігаються десять його робіт.